# Saison 2012-2013 du FC Nantes
Maillots
Chronologie
Saison précédente Saison suivante
La saison 2012-2013 du FC Nantes voit le club évoluer en Ligue 2 pour la quatrième saison consécutive.

## Résumé de la saison
Les Canaris ne débutent pas très bien la saison avec 2 nuls en Ligue 2 : contre Istres 1-1 et contre Nîmes 0-0 et une élimination en Coupe de la Ligue contre Angers. À la suite de cette élimination, les hommes de Der Zakarian enchaînent trois victoires de rang (ce qui ne leur était plus arrivé depuis 2009) pour monter sur la 2e place du podium : contre Laval 3-1, contre Tours 0-2, et contre Le Mans 2-0 grâce, notamment, au réveil de leur buteur Filip Djordjevic qui inscrit deux doublés de suite. Il inscrit également son 5e but contre Arles-Avignon malgré la défaite 2-1 logique après l'expulsion sévère de Lucas Deaux au bout de 10 minutes de jeu. Ils se retrouvent ainsi 4e au classement avec 11 points après 6 journées de championnat.
Au retour de la trêve internationale, le FC Nantes réalise deux matchs nuls de rang se soldant sur le même score de 1 partout en ratant un grand nombre d'occasions franches face à Guingamp et face au Havre. Puis, les Canaris effectuent un très bon match face à une équipe de  Lens très faible en ce début de saison en l'emportant 4-0 grâce, encore une fois, à un doublé de Djordjevic avant de céder, à nouveau à l'extérieur, 3-1 face au GFC Ajaccio avec une équipe très jeune à la suite de nombreuses blessures, notamment au poste d'arrière droit. Ce qui n'empêche pas l'attaquant serbe de mettre un 9e but et d'occuper la tête du classement des buteurs de Ligue 2 aux côtés du Monégasque Ibrahima Touré et de l'Angevin (ex-Nantais) Claudiu Keserü. Ainsi, les Jaunes tombent, une nouvelle fois du podium en atteignant la 6e place du classement avec 16 points au bout de 10 journées de championnat.
Après ce revers face au GFC Ajaccio, les Canaris abordent une série de quatre matchs très importants contre des concurrents directs. Motivés par cette course à la montée, ils enchaînent trois victoires de rang, face à Dijon sur le score de 2-0 dans un premier temps puis face à Monaco sur le score de 0-2, et contre Angers sur le score de 1-0 (à noter que le stade de la Beaujoire accueillait pour ce match presque 36 000 spectateurs). Le FC Nantes est donc 1er après 13 journées. Mais ils vont marquer le pas pour le dernier match de cette série face à Châteauroux avec un match nul 1-1 et, pour la première fois depuis six rencontres, Filip Djordjevic reste muet.
Arrive ensuite le 7e tour de la Coupe de France et une qualification très difficile face à Romorantin sur un but casquette d'un défenseur romorantinais 0-1. Cette piètre victoire va donner aux Canaris un second souffle pour aller chercher la première place en championnat, toujours occupée par l'AS Monaco. Nantes va donc aller battre Auxerre à l'extérieur 0-2, mais va ensuite buter face à la valeureuse équipe de Niort 0-0, à domicile. Coup dur pour le FC Nantes avec l'expulsion, en fin de match, de son buteur vedette Filip Djordjevic à la suite de propos injurieux envers l'arbitre. Il sera absent trois matchs. Malgré cela, les Nantais réalisent un très bon mois de décembre avec une nouvelle qualification en Coupe de France face à Saint-Renan 0-1, 2 victoires contre Clermont 0-1 et Caen 2-1 et un match nul face à la lanterne rouge Sedan 0-0. Les Canaris atteignent donc leur objectif et finissent l'année 2012 avec un titre de champion d'automne.
Les Nantais commencent l'année 2013 avec une nouvelle qualification en Coupe de France 2-3 face à Dieppe grâce au retour en forme de Filip Djordjevic qui inscrit 2 buts. Mais ce début d'année va très vite devenir difficile car le FC Nantes va réaliser des prestations de moins bonne qualité, notamment en perdant son premier match à la Beaujoire face à Nîmes 1-2, puis en faisant un match moyen face à Laval 0-0 mais surtout en se faisant éliminer de la Coupe de France face à Épinal, club de National 1-1 (4-3 aux tirs au but). Ensuite, les Canaris vont inscrire 6 buts en 2 matchs lors de leurs 2 victoires contre Tours 3-1 et au Mans 0-3 grâce à leur nouveau duo d'attaquants composé de Filip Djordjevic et de la recrue Fernando Aristeguieta.
Par la suite, le FC Nantes va quitter la première place en ne remportant qu'un point en deux matchs à cause du match nul face à Arles-Avignon (1-1) à domicile, mais aussi à cause d'une cruelle défaite 2-1 à Guingamp après avoir pourtant mené 0-1. Pour ne pas se faire distancer par le leader monégasque, les Canaris doivent réaliser de bonnes prestations avant le choc tant attendu. Les Jaunes et Verts vont quasiment effectuer un sans-faute avec 3 matchs remportés sur 4 : la solidité défensive et l'efficacité offensive ont donc permis aux Nantais d'acquérir 2 victoires à la maison contre Le Havre (2-0) et contre le GFC Ajaccio (2-1) et une victoire héroïque, obtenue à la dernière minute à  Lens (1-2) grâce à un but du vétéran Fabrice Pancrate avant de connaître un échec à Dijon (3-1) sur une pelouse glaciale. Ce dernier match aurait pu permettre à Nantes de revenir à un point de Monaco mais l'écart reste de 4 points.
Les Canaris ont, ensuite, le temps de préparer le match le plus important de la saison car c'est à ce moment-là qu'arrive la trêve internationale. Pour ce match entre les 2 premiers du championnat, le stade de la Beaujoire va encore une fois se remplir et va même battre un record d'affluence depuis 2006 avec 36.471 spectateurs, venus assister à un match digne de la Ligue 1. Nantes et Monaco se séparent sur un très beau match nul (1-1), ce qui permet aux poursuivants de rattraper leur retard sur ces deux clubs. Le FC Nantes chute ensuite face à un concurrent direct à la montée, Angers en perdant 2-0. Le haut du classement se resserre puisque les Angevins reviennent à un point de Nantes et Guingamp, respectivement deuxième et troisième avec 55 points. Les Jaune et Vert se ressaisissent immédiatement en réalisant leur meilleur match de la saison à l'extérieur lors de la 32e journée face à Châteauroux. En effet, les Canaris l'emportent 0-4 (grâce à un triplé de Fernando Aristeguieta et au 17e but en Ligue 2 du nouveau capitaine Filip Djordjevic) et ce, malgré une défense complètement remaniée et très jeune : titularisations de Alhadhur, de Djellabi et de Djidji en lieu et place de Cissokho et Veigneau (choix de l'entraîneur) et de Djilobodji (suspendu). Ainsi, les Nantais profitent des faux-pas de leurs adversaires et consolident leur seconde place.
À la suite de la bonne performance réalisée à Châteauroux, Michel Der Zakarian décide de reconduire le même onze de départ face à Auxerre (à une exception près : retour de Djilobodji) pour fêter les 70 ans du club créé en 1943. Les Canaris peuvent nourrir des regrets car ils vont se procurer énormément d'occasions durant ce match, dont un penalty généreusement accordé par l'arbitre, sans réussir à les concrétiser. Ils repartent donc uniquement avec un match nul 1-1, ce qui gâche un peu l'anniversaire du club.
Lors de la 34e journée, les Jaunes et Verts profitent, à nouveau, des faux-pas d'Angers et de Guingamp en s'imposant à Niort (0-1), malgré un match soporifique. Cela permet aux Canaris de conforter leur 2e place au classement avec 62 points et de creuser l'écart avec les poursuivants avant d'aborder les 4 derniers matchs de la saison au mois de mai. Après une contre-performance fâcheuse à domicile face à Clermont, les Canaris se déplacent à Caen lors d'un match décisif pour la montée pour les 2 équipes. Ils s'imposent finalement 1-0 en 2e mi-temps, malgré un pénalty caennais, bien arrêté par Rémy Riou en 1re période. A 2 journées du terme du championnat, les Nantais possèdent 5 points d'avance sur le 4e et vont pouvoir fêter la montée en Ligue 1 lors du dernier match à domicile contre Sedan s'ils ne perdent pas.
Le scénario parfait se réalise (malgré l'expulsion de Lucas Deaux après 4 minutes de jeu) puisque le FC Nantes l'emporte 1-0 face à Sedan, dans un stade de la Beaujoire plein à craquer (nouveau record d'affluence : 36.967 spectateurs) où une ambiance de feu a régné pendant 90 minutes. Au coup de sifflet final, le public envahit la pelouse et fête le retour en Ligue 1 avec les joueurs et le staff en chantant I Will Survive et bien sûr l'hymne nantais.
Après 4 années de purgatoire en Ligue 2, c'est donc l'un des plus grands clubs français qui retrouve sa place parmi l'élite, 70 ans après la création du club. Les Canaris terminent la saison sur une légère fausse note puisqu'ils vont perdre la 2e place et rétrograder d'un rang (malgré le 5e doublé de Filip Djordjevic) à la suite du nul 2-2 face à Istres.

## Calendrier
- 30 mai 2012 : Présentation du calendrier et du ballon officiel de la Ligue 2 pour la saison 2012-2013.
- 27 juillet 2012 : 1re journée de Ligue 2.
- 7 août 2012 : 1er tour de Coupe de la Ligue.
- 18 novembre 2012 : 7e tour de Coupe de France.
- 24 mai 2013 : 38e journée de Ligue 2.

## Dates importantes de la saison
- 31 mai 2012 : Landry Chauvin quitte le FC Nantes pour rejoindre le Stade brestois 29 en Ligue 1.
- 1er juin 2012 : Michel Der Zakarian succède officiellement à Landry Chauvin au FC Nantes, après en avoir déjà entraîné l'équipe première entre février 2007 et août 2008.
- 18 juin 2012 : Reprise de l'entraînement du FC Nantes.
- 20 juin 2012 : Dévoilement des maillots domicile et extérieur du FC Nantes pour la saison 2012-2013.
- 24 juin 2012 au 1er juillet 2012 : Stage de préparation du début de saison à Annecy (région Rhône-Alpes).
- 26 octobre 2012 : Filip Djordjevic se voit attribuer le Trophée UNFP du meilleur joueur de Ligue 2 en septembre.
- 3 novembre 2012 : Le Stade de la Beaujoire réalise le record d'affluence de la Ligue 2 avec 35.696 spectateurs pour le derby contre Angers remporté 1-0 par Nantes.
- 22 novembre 2012 : Filip Djordjevic reçoit, pour le deuxième mois consécutif, le Trophée UNFP du meilleur joueur de Ligue 2, cette fois-ci pour le mois d'octobre.
- 18 décembre 2012 : Michel Der Zakarian est élu, pour la deuxième année consécutive, Meilleur Entraîneur de Ligue 2 pour l'année 2012 par France Football.
- 23 décembre 2012 : À l'issue du match nul face à Sedan,le FC Nantes obtient le titre honorifique de champion d'automne de Ligue 2.
- 4 février 2013 : Un an après avoir autorisé le recrutement d'Ismaël Bangoura par le FC Nantes, la FIFA condamne ledit recrutement et sanctionne le FC Nantes à l'interdiction d'inscrire tout nouveau joueur à son effectif professionnel pour une période d'un an (soit deux mercatos). Le joueur est lui suspendu 4 mois et condamné à une amende de 4,5 millions d'euros partagée avec le club.
- 11 mars 2013 : le TAS indique aux avocats du FC Nantes  qu'il octroie l'effet suspensif à l'appel formé à l'encontre de la décision de la Chambre de Résolution des Litiges de la FIFA. Le FC Nantes peut donc recruter de nouveaux joueurs en l'attente du jugement du TAS.
- 30 mars 2013 : Le Stade de la Beaujoire réalise un nouveau record d'affluence avec 36.471 spectateurs, nombre qui n'avait plus été atteint depuis 2006, pour le choc contre Monaco, leader du championnat à ce moment-là, se terminant sur un match nul 1-1 de très bonne qualité.
- 20 avril 2013 : Le FC Nantes fête ses 70 ans à la Beaujoire face à l'AJ Auxerre avec la présence de nombreuses personnalités ayant marqué le club.
- 16 mai 2013 : six mois après Filip Djordjevic, Fernando Aristeguieta reçoit le Trophée UNFP du meilleur joueur de Ligue 2 pour le mois d'avril.
- 18 mai 2013 : vainqueur 1-0 contre Sedan, le FC Nantes officialise sa montée en  Ligue 1, devant 36.967 spectateurs, record d'affluence battu. Le public envahit la pelouse au coup de sifflet final pour fêter la montée.
- 19 mai 2013 : À l'issue de la saison, lors de la soirée des Trophées UNFP retransmise sur Canal+, Gabriel Cichero et Filip Djordjevic sont tous deux sélectionnés dans l'équipe type de Ligue 2. L'entraineur Michel Der Zakarian  est lui nommé pour la récompense du meilleur entraîneur.

## Effectif et encadrement

### Transferts
| Nom                      | Nationalité | Poste     | Transfert                | Provenance/Destination   | Division              | Référence |
| ------------------------ | ----------- | --------- | ------------------------ | ------------------------ | --------------------- | --------- |
| Arrivées                 |             |           |                          |                          |                       |           |
| Ľuboš Kamenár            | Slovaquie   | Gardien   | Retour de prêt           | AC Sparta Prague         | Gambrinus Liga (D1)   |           |
| Rémy Riou                | France      | Gardien   | Fin de contrat           | Toulouse FC              | Ligue 1 (D1)          | Référence |
| David Alcibiade          | France      | Défenseur |                          | FC Nantes rés.           | CFA 2 - G (D5)        |           |
| Gabriel Cichero          | Venezuela   | Défenseur | Prêt avec option d'achat | Caracas FC               | Primera División (D1) | Référence |
| Koffi Djidji             | France      | Défenseur |                          | FC Nantes rés.           | CFA 2 - G (D5)        |           |
| Jérémy Le Sourne         | France      | Défenseur |                          | FC Nantes rés.           | CFA 2 - G (D5)        |           |
| Ahmed Madouni            | Algérie     | Défenseur | Fin de contrat           | 1.FC Union Berlin        | 2. Bundesliga (D2)    | Référence |
| Lucas Deaux              | France      | Milieu    | Fin de contrat           | Stade de Reims           | Ligue 2 (D2)          | Référence |
| Yohann Eudeline          | France      | Milieu    | Fin de contrat           | CS Sedan-Ardennes        | Ligue 2 (D2)          | Référence |
| Aristode N'Dongala       | RD Congo    | Milieu    |                          | FC Nantes rés.           | CFA 2 - G (D5)        |           |
| Abdoulaye Touré          | France      | Milieu    |                          | FC Nantes rés.           | CFA 2 - G (D5)        |           |
| Birama Touré             | Mali        | Milieu    | Fin de contrat           | AS Beauvais-Oise         | National (D3)         | Référence |
| Saad Trabelsi            | France      | Milieu    |                          | FC Nantes rés.           | CFA 2 - G (D5)        |           |
| Alexandre Wroblewski     | France      | Milieu    |                          | FC Nantes rés.           | CFA 2 - G (D5)        |           |
| Maurice-Junior Dalé      | France      | Attaquant | Retour de prêt           | AC Arles-Avignon         | Ligue 2 (D2)          |           |
| Serge Gakpé              | Togo        | Attaquant | Retour de prêt           | Standard de Liège        | Pro League (D1)       |           |
| Damien Mayenga           | France      | Attaquant | Fin de contrat           | Luçon VF                 | CFA - D (D4)          | Référence |
| Départs                  |             |           |                          |                          |                       |           |
| Ľuboš Kamenár            | Slovaquie   | Gardien   | Prêt avec option d'achat | Celtic FC                | Premier League (D1)   | Référence |
| Rudy Riou                | France      | Gardien   | Fin de contrat           | RC Lens                  | Ligue 2 (D2)          | Référence |
| Jonathan Martins Pereira | France      | Défenseur | Fin de contrat           | EA Guingamp              | Ligue 2 (D2)          | Référence |
| Mathéus Vivian           | Brésil      | Défenseur | Fin de contrat           | PAOK Salonique           | Superleague (D1)      | Référence |
| Vincent Sasso            | France      | Défenseur | Résiliation de contrat   | SC Beira-Mar             | Primeira Liga (D1)    | Référence |
| Grzegorz Krychowiak      | Pologne     | Milieu    | Retour de prêt           | FC Girondins de Bordeaux | Ligue 1 (D1)          |           |
| Granddi Ngoyi            | RD Congo    | Milieu    | Retour de prêt           | Paris Saint Germain FC   | Ligue 1 (D1)          |           |
| Florian Raspentino       | France      | Milieu    | Fin de contrat           | Olympique de Marseille   | Ligue 1 (D1)          | Référence |
| Maurice-Junior Dalé      | France      | Attaquant | Transfert définitif      | AC Arles-Avignon         | Ligue 2 (D2)          |           |
| Damien Le Tallec         | France      | Attaquant | Transfert                | FK Hoverla Oujhorod      | Premjer-Liha (D1)     | Référence |
| Sylvain Wiltord          | France      | Attaquant | Fin de contrat           | Retraite sportive        |                       | Référence |

| Nom             | Nationalité | Poste     | Transfert                            | Provenance/Destination | Division                | Référence |
| --------------- | ----------- | --------- | ------------------------------------ | ---------------------- | ----------------------- | --------- |
| Arrivées        |             |           |                                      |                        |                         |           |
| Jamal Alioui    | Maroc       | Défenseur | Fin de contrat                       | Al Kharitiyath SC      | Qatar Stars League (D1) | Référence |
| Départs         |             |           |                                      |                        |                         |           |
| Ismaël Bangoura | Guinée      | Attaquant | Prêt avec option d'achat (septembre) | Umm Salal SC           | Qatar Stars League (D1) | Référence |

| Nom                   | Nationalité | Poste     | Transfert                | Provenance/Destination | Division                 | Référence |
| --------------------- | ----------- | --------- | ------------------------ | ---------------------- | ------------------------ | --------- |
| Arrivées              |             |           |                          |                        |                          |           |
| Ľuboš Kamenár         | Slovaquie   | Gardien   | Retour de prêt           | Celtic FC              | Premier League (D1)      |           |
| Karim Djellabi        | France      | Défenseur | Fin de contrat ???       | Angers SCO             | Ligue 2 (D2)             | Référence |
| Fernando Aristeguieta | Venezuela   | Attaquant | Prêt avec option d'achat | Caracas FC             | Primera División (D1)    | Référence |
| Départs               |             |           |                          |                        |                          |           |
| Ľuboš Kamenár         | Slovaquie   | Gardien   |                          | Győri ETO FC           | Nemzeti Bajnokság I (D1) |           |
| Jamal Alioui          | Maroc       | Défenseur | Transfert                | Wydad AC               | Botola Pro (D1)          | Référence |
| Damien Mayenga        | France      | Attaquant | Transfert                | Luçon VF               | CFA - D (D4)             | Référence |

### Changement dans le staff
| Nom                 | Nationalité | Poste      | Transfert              | Provenance/Destination | Division     | Référence |
| ------------------- | ----------- | ---------- | ---------------------- | ---------------------- | ------------ | --------- |
| Arrivées            |             |            |                        |                        |              |           |
| Michel Der Zakarian | Arménie     | Entraîneur | Transfert (75 k€)      | Clermont Foot 63       | Ligue 2 (D2) | Référence |
| Départs             |             |            |                        |                        |              |           |
| Landry Chauvin      | France      | Entraîneur | Résiliation de contrat | Stade brestois 29      | Ligue 1 (D1) | Référence |

## Saison

### Matchs amicaux
| Date                     | TV | Adversaire            | Division       | Lieu                 | Score | Buteurs du FCN                                               | Affluence | Lien |
| ------------------------ | -- | --------------------- | -------------- | -------------------- | ----- | ------------------------------------------------------------ | --------- | ---- |
| Mercredi 4 juillet 2012  |    | Le Poiré-sur-Vie VF   | National (D3)  | Mouilleron-le-Captif | 5 - 1 | Djordjevic 11e, Pancrate 20e, 28e, Padovani 47e, Mayenga 72e | 2.500     | Lien |
| Samedi 7 juillet 2012    |    | FC Lorient            | Ligue 1 (D1)   | Pontivy              | 0 - 0 | -                                                            | 1.500     | Lien |
| Mercredi 11 juillet 2012 |    | Angers SCO            | Ligue 2 (D2)   | Ancenis              | 0 - 1 | Trebel 37e                                                   | 1.500     | Lien |
| Samedi 14 juillet 2012   |    | AJ Auxerre            | Ligue 2 (D2)   | La Baule             | 1 - 0 | Djordjevic 90e                                               | 2.000     | Lien |
| Mardi 17 juillet 2012    |    | Vannes OC             | National (D3)  | Ploeren              | 0 - 1 | -                                                            | 1.000     | Lien |
| Vendredi 20 juillet 2012 |    | Luçon VF              | CFA (D4)       | La Tranche-sur-Mer   | 2 - 0 | Gakpé 33e, 45e                                               | 1.000     | Lien |
| Samedi 8 septembre 2012  |    | FK Vojvodina Novi Sad | SuperLiga (D1) | Nantes               | 2 - 1 | Karan 3e (csc), Djordjevic 40e                               | -         | Lien |
| Vendredi 12 octobre 2012 |    | Stade lavallois MFC   | Ligue 2 (D2)   | Nantes               | 1 - 0 | Madouni 64e                                                  | 500       | Lien |

### Ligue 2
| Date                       | Journée | TV                           | Adversaire          | Lieu | Score | Buteurs du FCN                                  | Class. | Affluence |
| -------------------------- | ------- | ---------------------------- | ------------------- | ---- | ----- | ----------------------------------------------- | ------ | --------- |
| Vendredi 27 juillet 2012   | J01     | beIN Sport (en multiplex)    | FC Istres OP        | Dom. | 1 - 1 | Pancrate 43e                                    | 10     | 12.441    |
| Samedi 4 août 2012         | J02     | Eurosport                    | Nîmes Olympique     | Ext. | 0 - 0 | -                                               | 11     | 5.900     |
| Vendredi 10 août 2012      | J03     | beIN Sport (en multiplex)    | Stade lavallois MFC | Dom. | 3 - 1 | Trebel 41e, Bessat 52e, Eudeline 77e            | 5      | 9.839     |
| Vendredi 17 août 2012      | J04     | beIN Sport (en multiplex)    | Tours FC            | Ext. | 2 - 0 | Djordjevic 64e 69e                              | 3      | 4.568     |
| Lundi 27 août 2012         | J05     | Eurosport                    | Le Mans FC          | Dom. | 2 - 0 | Djordjevic 30e 84e                              | 2      | 18.085    |
| Vendredi 31 août 2012      | J06     | beIN Sport (en multiplex)    | AC Arles-Avignon    | Ext. | 1 - 2 | Djordjevic 88e (pen.)                           | 4      | 2.334     |
| Lundi 17 septembre 2012    | J07     | Eurosport                    | EA Guingamp         | Dom. | 1 - 1 | Gakpé 2e                                        | 3      | 14.592    |
| Vendredi 21 septembre 2012 | J08     | beIN Sport (en multiplex)    | Le Havre AC         | Ext. | 1 - 1 | Djordjevic 64e                                  | 6      | 8.646     |
| Samedi 29 septembre 2012   | J09     | beIN Sport                   | RC Lens             | Dom. | 4 - 0 | Eudeline 13e, Djordjevic 35e 64e, Gakpé 89e     | 4      | 14.918    |
| Vendredi 5 octobre 2012    | J10     | beIN Sport (en multiplex)    | GFC Ajaccio         | Ext. | 1 - 3 | Djordjevic 60e                                  | 6      | 1.467     |
| Lundi 22 octobre 2012      | J11     | Eurosport                    | Dijon FCO           | Dom. | 2 - 0 | Djordjevic 16e (pen.), Touré 90+3e              | 2      | 11.304    |
| Samedi 27 octobre 2012     | J12     | beIN Sport                   | AS Monaco FC        | Ext. | 2 - 0 | Djordjevic 25e 35e                              | 2      | 5.891     |
| Samedi 3 novembre 2012     | J13     | beIN Sport                   | Angers SCO          | Dom. | 1 - 0 | Djordjevic 47e                                  | 1      | 35.696    |
| Vendredi 9 novembre 2012   | J14     | beIN Sport (match directeur) | LB Châteauroux      | Dom. | 1 - 1 | Eudeline 35e                                    | 2      | 21.433    |
| Samedi 24 novembre 2012    | J15     | beIN Sport                   | AJ Auxerre          | Ext. | 2 - 0 | Eudeline 31e, Lee 90+5e                         | 2      | 6.717     |
| Vendredi 30 novembre 2012  | J16     | beIN Sport (match directeur) | Chamois niortais FC | Dom. | 0 - 0 | -                                               | 2      | 12.122    |
| Lundi 10 décembre 2012     | J17     | Eurosport                    | Clermont Foot 63    | Ext. | 0 - 1 | Gakpé 38e                                       | 1      | 3.897     |
| Samedi 15 décembre 2012    | J18     | beIN Sport                   | SM Caen             | Dom. | 2 - 1 | Cissokho 38e, Cichero 43e                       | 1      | 16.779    |
| Dimanche 23 décembre 2012  | J19     | Eurosport                    | CS Sedan-Ardennes   | Ext. | 0 - 0 | -                                               | 1      | 5.979     |
| Vendredi 11 janvier 2013   | J20     | beIN Sport (match directeur) | Nîmes Olympique     | Dom. | 1 - 2 | Madouni 48e                                     | 1      | 11.212    |
| Samedi 19 janvier 2013     | J21     | beIN Sport                   | Stade lavallois MFC | Ext. | 0 - 0 | -                                               | 2      | 4.915     |
| Vendredi 25 janvier 2013   | J22     | beIN Sport (match directeur) | Tours FC            | Dom. | 3 - 1 | Cichero 25e, Djordjevic 54e, Pancrate 90+2e     | 1      | 10.299    |
| Samedi 2 février 2013      | J23     | beIN Sport                   | Le Mans FC          | Ext. | 3 - 0 | Aristeguieta 8e 83e, Djordjevic 24e (pen.)      | 1      | 9.211     |
| Samedi 9 février 2013      | J24     | beIN Sport                   | AC Arles-Avignon    | Dom. | 1 - 1 | Bessat 36e                                      | 2      | 12.950    |
| Samedi 16 février 2013     | J25     | beIN Sport                   | EA Guingamp         | Ext. | 1 - 2 | Samassa 9e (csc)                                | 2      | 13.290    |
| Samedi 23 février 2013     | J26     | beIN Sport                   | Le Havre AC         | Dom. | 2 - 0 | Aristeguieta 16e, Gakpé 56e                     | 2      | 11.346    |
| Lundi 4 mars 2013          | J27     | Eurosport                    | RC Lens             | Ext. | 2 - 1 | Gakpé 14e, Pancrate 90+1e                       | 2      | 16.884    |
| Samedi 9 mars 2013         | J28     | beIN Sport                   | GFC Ajaccio         | Dom. | 2 - 1 | Djordjevic 42e, Bessat 45e                      | 2      | 21.609    |
| Lundi 18 mars 2013         | J29     | Eurosport                    | Dijon FCO           | Ext. | 1 - 3 | Aristeguieta 17e                                | 2      | 9.229     |
| Samedi 30 mars 2013        | J30     | beIN Sport                   | AS Monaco FC        | Dom. | 1 - 1 | Trebel 43e                                      | 2      | 36.471    |
| Vendredi 5 avril 2013      | J31     | beIN Sport (match directeur) | Angers SCO          | Ext. | 0 - 2 | -                                               | 2      | 16.931    |
| Lundi 15 avril 2013        | J32     | Eurosport                    | LB Châteauroux      | Ext. | 4 - 0 | Djordjevic 14e (pen.), Aristeguieta 60e 76e 81e | 2      | 7.087     |
| Samedi 20 avril 2013       | J33     | beIN Sport                   | AJ Auxerre          | Dom. | 1 - 1 | Gakpé 30e                                       | 2      | 25.790    |
| Vendredi 26 avril 2013     | J34     | beIN Sport (en multiplex)    | Chamois niortais FC | Ext. | 1 - 0 | Aristeguieta 62e                                | 2      | 8.485     |
| Lundi 6 mai 2013           | J35     | Eurosport                    | Clermont Foot 63    | Dom. | 0 - 1 | -                                               | 2      | 20.904    |
| Lundi 13 mai 2013          | J36     | Eurosport                    | SM Caen             | Ext. | 1 - 0 | Djordjevic 57e                                  | 2      | 19.751    |
| Vendredi 17 mai 2013       | J37     | beIN Sport                   | CS Sedan-Ardennes   | Dom. | 1 - 0 | Pogba 59e (csc)                                 | 2      | 36.967    |
| Vendredi 24 mai 2013       | J38     | beIN Sport (en multiplex)    | FC Istres OP        | Ext. | 2 - 2 | Djordjevic 33e 65e                              | 3      | 3.628     |

### Coupe de France
| Date                     | Tour            | TV        | Adversaire     | Niveau   | Lieu | Score           | Buteurs du FCN                        | Affluence |
| ------------------------ | --------------- | --------- | -------------- | -------- | ---- | --------------- | ------------------------------------- | --------- |
| Samedi 17 novembre 2012  | 7e tour         | -         | SO Romorantin  | CFA      | Ext. | 1 - 0           | Joinville 24e (csc)                   | 2.125     |
| Vendredi 7 décembre 2012 | 8e tour         | Eurosport | EA Saint-Renan | DSE      | Ext. | 1 - 0           | Trebel 87e                            | 5.745     |
| Dimanche 6 janvier 2013  | 1/32e de finale | -         | FC Dieppe      | CFA 2    | Ext. | 3 - 2           | Djordjevic 14e 69e (pen.), Trebel 77e | 4.776     |
| Mardi 22 janvier 2013    | 1/16e de finale | Eurosport | SAS Épinal     | National | Ext. | 1 - 1 (4-3 tab) | Djordjevic 90+4e                      | 4.838     |

### Coupe de la Ligue
| Date              | Tour     | TV | Adversaire | Niveau  | Lieu | Score      | Buteurs du FCN      | Affluence |
| ----------------- | -------- | -- | ---------- | ------- | ---- | ---------- | ------------------- | --------- |
| Mardi 7 août 2012 | 1er tour | -  | Angers SCO | Ligue 2 | Ext. | 1 - 2 a.p. | Veretout 41e (pen.) | 5.310     |

## Statistiques saison

### Équipe-type
Équipe-type réalisée à l'aide des étoiles et des formations données tout au long de la saison par France Football.

### Buteurs
- 23 buts
  - Filip Djordjevic (dont 3 en Coupe de France)

- 8 buts
  - Fernando Aristeguieta

- 6 buts
  - Serge Gakpé

- 4 buts
  - Yohann Eudeline
  - Adrien Trebel (dont 2 en Coupe de France)

- 3 buts
  - Vincent Bessat
  - Fabrice Pancrate

- 2 buts
  - Gabriel Cichero

- 1 but
  - Issa Cissokho
  - Lee Yong-Jae
  - Ahmed Madouni
  - Jordan Veretout (en Coupe de la Ligue)

### Passeurs
- 6 passes
  - Jordan Veretout

- 4 passes
  - Vincent Bessat

- 3 passes
  - Yohann Eudeline
  - Adrien Trebel (dont 1 en Coupe de France)
  - Olivier Veigneau

- 2 passes
  - Issa Cissokho
  - Filip Djordjevic
  - Serge Gakpé
  - Fabrice Pancrate

- 1 passe
  - Gabriel Cichero
  - Lucas Deaux
  - Ismael Keita
  - Ahmed Madouni
  - Birama Touré (en Coupe de France)

### Cartons
Jaune
- 9 cartons
  - Gabriel Cichero (dont 1 en Coupe de France)

- 5 cartons
  - Filip Djordjevic (dont 1 en Coupe de France)

- 4 cartons
  - Issa Cissokho
  - Yohann Eudeline
  - Birama Touré (dont 1 en Coupe de France)
  - Jordan Veretout

- 3 cartons
  - Lucas Deaux
  - Olivier Veigneau

- 2 cartons
  - Papy Djilobodji
  - Fabrice Pancrate (dont 1 en Coupe de la Ligue)
  - Rémy Riou

- 1 carton
  - Chaker Alhadhur (en Coupe de France)
  - Jamal Alioui (en Coupe de France)
  - Fernando Aristeguieta
  - Vincent Bessat
  - Koffi Djidji
  - Serge Gakpé
  - Ismael Keita (en Coupe de France)
  - Ahmed Madouni
  - Damien Mayenga

 Rouge
- 2 cartons
  - Lucas Deaux

- 1 carton
  - Papy Djilobodji
  - Filip Djordjevic

## Sponsors / Partenaires
- 11 Football Club
- Anvolia
- Corem
- Distinxion
- Erreà
- France Pari Sportif
- Offset 5
- Radio Côte d'amour
- Synergie